# Чемпионат России по лыжным гонкам 2010
Чемпионат России по лыжным гонкам 2010 проводился Федерацией лыжных гонок России с 24 марта по 11 апреля 2010 года и состоял из трёх этапов:
- первый этап прошёл с 24 марта по 31 марта в Сыктывкаре, «РЛК им. Р.П. Сметаниной».
- второй этап и женская гонка на 50 км прошли с 9 апреля по 10 апреля в Апатитах.
- третий этап состоял из мужской гонки на 70 км, которая прошла в Мончегорске 11 апреля.

## Результаты

### Мужчины
| Дисциплина                                    | Дата      | Золото                                               | Серебро                                                  | Бронза                                                 |
| Спринт свободным стилем                       | 24 марта  | Алексей Петухов Курская область                      | Андрей Парфёнов Тюменская область                        | Андрей Гельманов Новосибирская область                 |
| Скиатлон 30 км                                | 25 марта  | Максим Вылегжанин Удмуртия                           | Константин Главатских Удмуртия                           | / Пётр Седов Нижегородская область/Республика Мордовия |
| Командный спринт 6х1.4 км классическим стилем | 26 марта  | Москва Александр Панжинский Николай Болотов          | Удмуртия Дмитрий Япаров Максим Вылегжанин                | Московская область Артём Жмурко Андрей Гельманов       |
| 15 км свободным стилем                        | 28 марта  | / Алексей Слепов Москва/Владимирская область         | / Сергей Ширяев Московская область/Нижегородская область | / Пётр Седов Нижегородская область/Республика Мордовия |
| Эстафета 4х10 км                              | 29 марта  | —                                                    | —                                                        | —                                                      |
| 50 км классическим стилем масс-старт          | 31 марта  | Максим Вылегжанин Удмуртия                           | Константин Главатских Удмуртия                           | Дмитрий Япаров ХМАО — Югра                             |
| 10 км свободным стилем                        | 9 апреля  | / Артём Жмурко Красноярский край/Кемеровская область | Александр Кузнецов ХМАО — Югра                           | Андрей Гельманов Новосибирская область                 |
| 70 км классическим стилем масс-старт          | 11 апреля | Максим Вылегжанин Удмуртия                           | Константин Главатских Удмуртия                           | Николай Хохряков Республика Татарстан                  |

### Женщины
| Дисциплина                                    | Дата      | Золото                                                   | Серебро                                          | Бронза                                      |
| Спринт свободным стилем                       | 24 марта  | Юлия Иванова Республика Коми                             | Виктория Мелина Республика Коми                  | Наталья Ильина Московская область           |
| Скиатлон 15 км                                | 25 марта  | / Юлия Чекалёва Вологодская область/Республика Татарстан | Валентина Новикова Тюменская область             | Ольга Михайлова Тверская область            |
| Командный спринт 6х1.4 км классическим стилем | 26 марта  | Республика Коми — 1 Виктория Мелина Юлия Иванова         | Республика Коми — 2 Ольга Рочева Ольга Нутрихина | ХМАО — Югра Полина Медведева Елена Турышева |
| 10 км свободным стилем                        | 28 марта  | Наталья Коростелёва Республика Татарстан                 | Валентина Новикова Тюменская область             | Ольга Михайлова Тверская область            |
| Эстафета 4х5 км                               | 29 марта  | —                                                        | —                                                | —                                           |
| 30 км классическим стилем масс-старт          | 31 марта  | Наталья Ильина Московская область                        | Ольга Михайлова Тверская область                 | Ольга Рочева Республика Коми                |
| 5 км свободным стилем                         | 9 апреля  | Ольга Михайлова Тверская область                         | Анастасия Доценко Республика Татарстан           | Марина Зятькова Алтайский край              |
| 50 км классическим стилем масс-старт          | 10 апреля | Ольга Михайлова Тверская область                         | Виктория Мелина Республика Коми                  | Юлия Иванова Республика Коми                |